# Llista de topònims de Sant Joan de Vilatorrada
Llista de topònims (noms propis de lloc) del municipi de Sant Joan de Vilatorrada, al Bages
Informació actualitzada per un bot. Els canvis manuals es perdran quan s'actualitzi!

## carrer
| imatge | Nom             | Ubicat a                 | instància de              | Detalls | coordenades                                                                    | Protecció | Commons (més fotos) | Dades a WD                    |
| ------ | --------------- | ------------------------ | ------------------------- | ------- | ------------------------------------------------------------------------------ | --------- | ------------------- | ----------------------------- |
|        | Carrer Burés    | Sant Joan de Vilatorrada | carrer                    | 1911    | 41° 44′ 43″ N, 1° 48′ 28″ E / 41.7453°N,1.80764°E ca:Sant Joan de Vilatorrada  |           |                     | Modifica les dades a Wikidata |
|        | carrer del Pont | Sant Joan de Vilatorrada | carrer conjunt d'edificis |         | 41° 44′ 45″ N, 1° 48′ 23″ E / 41.74577°N,1.80643°E ca:Sant Joan de Vilatorrada |           |                     | Modifica les dades a Wikidata |

## casa
| imatge | Nom             | Ubicat a                 | instància de | Detalls                             | coordenades                                                                    | Protecció | Commons (més fotos) | Dades a WD                    |
| ------ | --------------- | ------------------------ | ------------ | ----------------------------------- | ------------------------------------------------------------------------------ | --------- | ------------------- | ----------------------------- |
|        | Cal Cantamisses | Sant Joan de Vilatorrada | casa         | Estil: arquitectura popular 1904    | 41° 44′ 46″ N, 1° 48′ 20″ E / 41.74604°N,1.80569°E ca:Sant Joan de Vilatorrada |           |                     | Modifica les dades a Wikidata |
|        | Cal Rojas       | Sant Joan de Vilatorrada | casa         | Estil: arquitectura eclèctica 1820s | 41° 44′ 44″ N, 1° 48′ 23″ E / 41.74569°N,1.80637°E ca:Sant Joan de Vilatorrada |           |                     | Modifica les dades a Wikidata |

## conjunt d'edificis
| imatge | Nom                         | Ubicat a                 | instància de       | Detalls                     | coordenades                                                                                              | Protecció | Commons (més fotos) | Dades a WD                    |
| ------ | --------------------------- | ------------------------ | ------------------ | --------------------------- | --- | --------- | ------------------- | ----------------------------- |
|        | Fàbrica de can Canals       | Sant Joan de Vilatorrada | conjunt d'edificis |                             | 41° 45′ 38″ N, 1° 47′ 22″ E / 41.76049°N,1.78952°E ca:Sant Martí de Torruella                            |           |                     | Modifica les dades a Wikidata |
|        | Nucli històric de Sant Joan | Sant Joan de Vilatorrada | conjunt d'edificis |                             | 41° 44′ 33″ N, 1° 48′ 20″ E / 41.7426°N,1.80568°E ca:Sant Joan de Vilatorrada                            |           |                     | Modifica les dades a Wikidata |
|        | Raval dels jueus            | Sant Joan de Vilatorrada | conjunt d'edificis | Estil: arquitectura popular | 41° 44′ 56″ N, 1° 48′ 17″ E / 41.74893°N,1.80482°E ca:Sant Joan de Vilatorrada                           |           |                     | Modifica les dades a Wikidata |
|        | Ravall Vell                 | Sant Joan de Vilatorrada | conjunt d'edificis |                             | 41° 44′ 20″ N, 1° 48′ 17″ E / 41.73879°N,1.80486°E ca:Sant Joan de Vilatorrada                           |           |                     | Modifica les dades a Wikidata |
|        | Tines                       | Sant Joan de Vilatorrada | conjunt d'edificis | 19th century                | 41° 45′ 38″ N, 1° 47′ 19″ E / 41.76045°N,1.78859°E ca:Sant Joan de Vilatorrada i Sant Martí de Torruella |           |                     | Modifica les dades a Wikidata |

## curs d'aigua
| imatge | Nom                   | Ubicat a                                               | instància de | Detalls                                         | coordenades | Protecció | Commons (més fotos) | Dades a WD                    |
| ------ | --------------------- | ------------------------------------------------------ | ------------ | ----------------------------------------------- | --- | --------- | ------------------- | ----------------------------- |
|        | Cardener              | Solsonès Bages                                         | curs d'aigua | Desemboca: Llobregat Llarg: 87km Conca: 1374km² | 42° 10′ 54″ N, 1° 34′ 44″ E / 42.181581°N,1.578805°E 41° 40′ 47″ N, 1° 51′ 10″ E / 41.679718°N,1.852642°E                           |           | Cardener River      | Modifica les dades a Wikidata |
|        | Torrent Fondo         | Sant Joan de Vilatorrada                               | curs d'aigua | Desemboca: Cardener                             | 41° 45′ 12″ N, 1° 48′ 41″ E / 41.75336°N,1.8114°E ca:Sant Martí de Torruella                                                        |           |                     | Modifica les dades a Wikidata |
|        | riera de Fals         | Fonollosa Sant Joan de Vilatorrada                     | curs d'aigua | Desemboca: Cardener                             | |           |                     | Modifica les dades a Wikidata |
|        | riera de Fonollosa    | Sant Mateu de Bages Fonollosa Sant Joan de Vilatorrada | curs d'aigua | Desemboca: Cardener                             | 41° 47′ 48″ N, 1° 37′ 34″ E / 41.796592°N,1.626212°E 41° 45′ 08″ N, 1° 47′ 58″ E / 41.75209°N,1.79933°E ca:Sant Joan de Vilatorrada |           | Riera de Fonollosa  | Modifica les dades a Wikidata |
|        | torrent de Joncadella | Santpedor Sant Joan de Vilatorrada                     | curs d'aigua | Desemboca: Cardener                             | 41° 45′ 57″ N, 1° 47′ 36″ E / 41.76584°N,1.79327°E ca:Sant Martí de Torruella                                                       |           |                     | Modifica les dades a Wikidata |

## edifici
| imatge | Nom              | Ubicat a                 | instància de | Detalls                          | coordenades                                                                    | Protecció | Commons (més fotos) | Dades a WD                    |
| ------ | ---------------- | ------------------------ | ------------ | -------------------------------- | ------------------------------------------------------------------------------ | --------- | ------------------- | ----------------------------- |
|        | Escola de Música | Sant Joan de Vilatorrada | edifici      |                                  | 41° 44′ 32″ N, 1° 48′ 10″ E / 41.74223°N,1.8028°E ca:Sant Joan de Vilatorrada  |           |                     | Modifica les dades a Wikidata |
|        | Rectoria         | Sant Joan de Vilatorrada | edifici      | Estil: arquitectura popular 1904 | 41° 44′ 35″ N, 1° 48′ 17″ E / 41.74315°N,1.80473°E ca:Sant Joan de Vilatorrada |           |                     | Modifica les dades a Wikidata |

## edifici industrial
| imatge | Nom                    | Ubicat a                 | instància de                       | Detalls      | coordenades                                                                                            | Protecció                   | Commons (més fotos)    | Dades a WD                    |
| ------ | ---------------------- | ------------------------ | ---------------------------------- | ------------ | --- | --------------------------- | ---------------------- | ----------------------------- |
|        | Fàbrica Borràs         | Sant Joan de Vilatorrada | edifici industrial                 | 1855         | 41° 44′ 42″ N, 1° 48′ 30″ E / 41.744952°N,1.808277°E ca:Sant Joan de Vilatorrada                       |                             |                        | Modifica les dades a Wikidata |
|        | Fàbrica Burés          | Sant Joan de Vilatorrada | edifici industrial                 | 1860         | 41° 44′ 40″ N, 1° 48′ 29″ E / 41.744337°N,1.80806°E ca:Sant Joan de Vilatorrada                        |                             |                        | Modifica les dades a Wikidata |
|        | fàbrica de Cal Gallifa | Sant Joan de Vilatorrada | edifici industrial centre cultural | 20th century | 41° 44′ 38″ N, 1° 48′ 26″ E / 41.743962°N,1.807186°E ca:Plaça Major, Sant Joan de Vilatorrada 218 msnm | bé cultural d'interès local | Fàbrica de Cal Gallifa | Modifica les dades a Wikidata |

## entitat singular de població
| imatge | Nom                      | Ubicat a                 | instància de                                                    | Detalls   | coordenades                                                                  | Protecció | Commons (més fotos)     | Dades a WD                    |
| ------ | ------------------------ | ------------------------ | --------------------------------------------------------------- | --------- | ---------------------------------------------------------------------------- | --------- | ----------------------- | ----------------------------- |
|        | Joncadella               | Sant Joan de Vilatorrada | entitat singular de població                                    | 18 hab    | 41° 46′ 05″ N, 1° 48′ 19″ E / 41.7681817333031°N,1.80521980573133°E 275 msnm |           | Joncadella              | Modifica les dades a Wikidata |
|        | Sant Joan de Vilatorrada | Sant Joan de Vilatorrada | entitat singular de població capital municipal                  | 10739 hab | 41° 44′ 44″ N, 1° 48′ 17″ E / 41.74549°N,1.80476°E 221 msnm                  |           |                         | Modifica les dades a Wikidata |
|        | Sant Martí de Torroella  | Sant Joan de Vilatorrada | entitat singular de població entitat municipal descentralitzada | 215 hab   | 41° 46′ 09″ N, 1° 47′ 44″ E / 41.769166666667°N,1.7955555555556°E 268 msnm   |           | Sant Martí de Torroella | Modifica les dades a Wikidata |

## església
| imatge | Nom                                        | Ubicat a                 | instància de     | Detalls                                            | coordenades                                                                                           | Protecció                                  | Commons (més fotos)                        | Dades a WD                    |
| ------ | ------------------------------------------ | ------------------------ | ---------------- | -------------------------------------------------- | --- | ------------------------------------------ | ------------------------------------------ | ----------------------------- |
|        | Sant Daniel de Palou                       | Sant Joan de Vilatorrada | església         | Estil: arquitectura romànica                       | 41° 45′ 10″ N, 1° 47′ 47″ E / 41.7529°N,1.79638°E                                                     |                                            |                                            | Modifica les dades a Wikidata |
|        | Sant Jaume de Torres de Bages              | Sant Joan de Vilatorrada | església capella |                                                    | 41° 45′ 34″ N, 1° 48′ 57″ E / 41.7593840409617°N,1.81584844496485°E ca:masia Torres de Bages 277 msnm |                                            | Sant Jaume de Torres de Bages              | Modifica les dades a Wikidata |
|        | Santa Maria de Joncadella                  | Sant Joan de Vilatorrada | església         | Estil: arquitectura barroca arquitectura popular   | 41° 45′ 58″ N, 1° 47′ 41″ E / 41.7661°N,1.79484°E                                                     | bé cultural d'interès local                | Santa Maria de Joncadella                  | Modifica les dades a Wikidata |
|        | cova de Joncadella                         | Sant Joan de Vilatorrada | església cova    | Estil: arquitectura barroca 18th century           | 41° 45′ 58″ N, 1° 47′ 41″ E / 41.766097°N,1.794667°E ca:Sant Martí de Torruella                       | bé integrant del patrimoni cultural català | Cova de Joncadella                         | Modifica les dades a Wikidata |
|        | església de Sant Joan de Vilatorrada       | Sant Joan de Vilatorrada | església         | Estil: arquitectura eclèctica arquitectura popular | 41° 44′ 36″ N, 1° 48′ 17″ E / 41.743225°N,1.804679°E                                                  | bé integrant del patrimoni cultural català | Església de Sant Joan de Vilatorrada       | Modifica les dades a Wikidata |
|        | església de Sant Martí de Torroella        | Sant Joan de Vilatorrada | església         |                                                    | 41° 46′ 21″ N, 1° 47′ 24″ E / 41.772506°N,1.790035°E ca:Sant Martí de Torruella                       | bé cultural d'interès local                | Església de Sant Martí de Torroella        | Modifica les dades a Wikidata |
|        | església vella de Sant Joan de Vilatorrada | Sant Joan de Vilatorrada | església         | Estil: arquitectura romànica arquitectura gòtica   | 41° 44′ 32″ N, 1° 48′ 10″ E / 41.74235°N,1.802796°E ca:Sant Joan de Vilatorrada                       | bé integrant del patrimoni cultural català | Església vella de Sant Joan de Vilatorrada | Modifica les dades a Wikidata |

## granja
| imatge | Nom                   | Ubicat a                 | instància de | Detalls | coordenades                                                         | Protecció | Commons (més fotos) | Dades a WD                    |
| ------ | --------------------- | ------------------------ | ------------ | ------- | ------------------------------------------------------------------- | --------- | ------------------- | ----------------------------- |
|        | Granges de Cal Carlot | Sant Joan de Vilatorrada | granja       |         | 41° 45′ 53″ N, 1° 47′ 05″ E / 41.7647609483206°N,1.78478379714465°E |           |                     | Modifica les dades a Wikidata |
|        | Granja de Cal Piquet  | Sant Joan de Vilatorrada | granja       |         | 41° 46′ 58″ N, 1° 48′ 18″ E / 41.7826888824168°N,1.80495049859161°E |           |                     | Modifica les dades a Wikidata |

## masia
| imatge | Nom                  | Ubicat a                 | instància de | Detalls                                                       | coordenades | Protecció                                  | Commons (més fotos)                         | Dades a WD                    |
| ------ | -------------------- | ------------------------ | ------------ | ------------------------------------------------------------- | --- | ------------------------------------------ | ------------------------------------------- | ----------------------------- |
|        | Bonaplata            | Sant Joan de Vilatorrada | masia        |                                                               | 41° 44′ 55″ N, 1° 48′ 34″ E / 41.7487074035066°N,1.80940566652265°E                                                       |                                            |                                             | Modifica les dades a Wikidata |
|        | Cal Botifollet       | Sant Joan de Vilatorrada | masia        |                                                               | 41° 46′ 48″ N, 1° 47′ 38″ E / 41.7799603533185°N,1.79379838982942°E                                                       |                                            |                                             | Modifica les dades a Wikidata |
|        | Cal Capxic           | Sant Joan de Vilatorrada | masia        |                                                               | 41° 46′ 01″ N, 1° 47′ 00″ E / 41.7669243719271°N,1.78325117065843°E                                                       |                                            |                                             | Modifica les dades a Wikidata |
|        | Cal Carlot           | Sant Joan de Vilatorrada | masia        |                                                               | 41° 45′ 58″ N, 1° 47′ 14″ E / 41.7661655339909°N,1.78729571795007°E                                                       |                                            |                                             | Modifica les dades a Wikidata |
|        | Cal Celdoni          | Sant Joan de Vilatorrada | masia        | 19th century                                                  | 41° 46′ 29″ N, 1° 47′ 08″ E / 41.774635°N,1.785483°E ca:Sant Martí de Torreulla 234 msnm                                  |                                            |                                             | Modifica les dades a Wikidata |
|        | Cal Francisquet      | Sant Joan de Vilatorrada | masia        |                                                               | 41° 47′ 04″ N, 1° 47′ 55″ E / 41.7844333839644°N,1.79863640782021°E                                                       |                                            |                                             | Modifica les dades a Wikidata |
|        | Cal Gasparó          | Sant Joan de Vilatorrada | masia        |                                                               | 41° 46′ 51″ N, 1° 46′ 40″ E / 41.7809609726145°N,1.77769119798184°E                                                       |                                            |                                             | Modifica les dades a Wikidata |
|        | Cal Janet            | Sant Joan de Vilatorrada | masia        |                                                               | 41° 46′ 13″ N, 1° 48′ 26″ E / 41.7703374352146°N,1.80724917718384°E                                                       |                                            |                                             | Modifica les dades a Wikidata |
|        | Cal Jepet            | Sant Joan de Vilatorrada | masia        |                                                               | 41° 46′ 31″ N, 1° 48′ 12″ E / 41.7753857625179°N,1.80335345941049°E                                                       |                                            |                                             | Modifica les dades a Wikidata |
|        | Cal Llebrer          | Sant Joan de Vilatorrada | masia        |                                                               | 41° 46′ 40″ N, 1° 46′ 36″ E / 41.7779060265917°N,1.77669034239055°E                                                       |                                            |                                             | Modifica les dades a Wikidata |
|        | Cal Mateu            | Sant Joan de Vilatorrada | masia        |                                                               | 41° 46′ 04″ N, 1° 48′ 22″ E / 41.7677938891473°N,1.80603306543544°E                                                       |                                            |                                             | Modifica les dades a Wikidata |
|        | Cal Miqueló          | Sant Joan de Vilatorrada | masia        |                                                               | 41° 46′ 51″ N, 1° 46′ 25″ E / 41.7809365400234°N,1.77370866385137°E                                                       |                                            |                                             | Modifica les dades a Wikidata |
|        | Cal Pau de la Riera  | Sant Joan de Vilatorrada | masia        |                                                               | 41° 46′ 58″ N, 1° 47′ 51″ E / 41.782738366986°N,1.7976090975869°E                                                         |                                            |                                             | Modifica les dades a Wikidata |
|        | Cal Pere             | Sant Joan de Vilatorrada | masia        |                                                               | 41° 45′ 56″ N, 1° 47′ 16″ E / 41.765540387745°N,1.78780073633419°E                                                        |                                            |                                             | Modifica les dades a Wikidata |
|        | Cal Piquet           | Sant Joan de Vilatorrada | masia        |                                                               | 41° 47′ 01″ N, 1° 48′ 22″ E / 41.783521852585°N,1.8062346719052°E                                                         |                                            |                                             | Modifica les dades a Wikidata |
|        | Cal Pla              | Sant Joan de Vilatorrada | masia        |                                                               | 41° 46′ 17″ N, 1° 46′ 57″ E / 41.7713744523859°N,1.78246924257591°E                                                       |                                            |                                             | Modifica les dades a Wikidata |
|        | Cal Riera Nou        | Sant Joan de Vilatorrada | masia        |                                                               | 41° 46′ 07″ N, 1° 48′ 26″ E / 41.7685277897937°N,1.80731879534152°E                                                       |                                            |                                             | Modifica les dades a Wikidata |
|        | Cal Riera Vell       | Sant Joan de Vilatorrada | masia        |                                                               | 41° 46′ 09″ N, 1° 48′ 24″ E / 41.7691606543835°N,1.80668145750121°E                                                       |                                            |                                             | Modifica les dades a Wikidata |
|        | Can Botifoll         | Sant Joan de Vilatorrada | masia        |                                                               | 41° 46′ 08″ N, 1° 47′ 17″ E / 41.7687755993484°N,1.78796841414138°E                                                       |                                            |                                             | Modifica les dades a Wikidata |
|        | Can Canals Nou       | Sant Joan de Vilatorrada | masia        | 18th century                                                  | 41° 45′ 40″ N, 1° 47′ 19″ E / 41.7609834686165°N,1.78870452023947°E ca:Sant Martí de Torruella                            |                                            |                                             | Modifica les dades a Wikidata |
|        | Can Canals Vell      | Sant Joan de Vilatorrada | masia        |                                                               | 41° 45′ 03″ N, 1° 47′ 14″ E / 41.7507977542498°N,1.78709191099764°E ca:Sant Joan de Vilatorrada                           |                                            |                                             | Modifica les dades a Wikidata |
|        | Can Cornet           | Sant Joan de Vilatorrada | masia        |                                                               | 41° 46′ 17″ N, 1° 47′ 01″ E / 41.7712777343154°N,1.78354186854649°E                                                       |                                            |                                             | Modifica les dades a Wikidata |
|        | Can Daques           | Sant Joan de Vilatorrada | masia        |                                                               | 41° 46′ 04″ N, 1° 47′ 11″ E / 41.7677760195701°N,1.78627886144034°E                                                       |                                            |                                             | Modifica les dades a Wikidata |
|        | Can Pla              | Sant Joan de Vilatorrada | masia        | Estil: arquitectura popular 1880s                             | 41° 46′ 16″ N, 1° 47′ 19″ E / 41.7710600845721°N,1.78851494339665°E ca:Sant Martí de Torruella                            |                                            |                                             | Modifica les dades a Wikidata |
|        | Can Xetino           | Sant Joan de Vilatorrada | masia        |                                                               | 41° 46′ 09″ N, 1° 47′ 18″ E / 41.7691656066241°N,1.78822575476459°E                                                       |                                            |                                             | Modifica les dades a Wikidata |
|        | Casa Gran            | Sant Joan de Vilatorrada | masia        | Estil: arquitectura popular arquitectura barroca 17th century | 41° 46′ 22″ N, 1° 47′ 25″ E / 41.772694°N,1.790194°E ca:Nucli de Sant Martí de Torroella 276 msnm                         | bé cultural d'interès local                | Casa Gran (Sant Joan de Vilatorrada)        | Modifica les dades a Wikidata |
|        | Hostalets            | Sant Joan de Vilatorrada | masia        |                                                               | 41° 46′ 25″ N, 1° 47′ 18″ E / 41.7735070361295°N,1.78824028788926°E                                                       |                                            |                                             | Modifica les dades a Wikidata |
|        | Mas Falquer          | Sant Joan de Vilatorrada | masia        |                                                               | 41° 44′ 47″ N, 1° 48′ 12″ E / 41.74647°N,1.80341°E ca:Sant Joan de Vilatorrada                                            |                                            |                                             | Modifica les dades a Wikidata |
|        | Mas Mollet           | Sant Joan de Vilatorrada | masia        |                                                               | 41° 45′ 38″ N, 1° 47′ 58″ E / 41.760653218601°N,1.7995334134806°E ca:Sant Martí de Torruella                              |                                            |                                             | Modifica les dades a Wikidata |
|        | Mas de Sant Joan     | Sant Joan de Vilatorrada | masia        | Estil: arquitectura popular 18th century                      | 41° 44′ 32″ N, 1° 48′ 10″ E / 41.742266°N,1.802905°E ca:Carrer de les Alzines, Sant Joan de Vilatorrada 245 msnm          | bé cultural d'interès local                | Mas de Sant Joan (Sant Joan de Vilatorrada) | Modifica les dades a Wikidata |
|        | Santa Marta          | Sant Joan de Vilatorrada | masia        |                                                               | 41° 45′ 02″ N, 1° 47′ 16″ E / 41.750621468476°N,1.7876929098385°E                                                         |                                            |                                             | Modifica les dades a Wikidata |
|        | Torres de Bages      | Sant Joan de Vilatorrada | masia        |                                                               | 41° 45′ 34″ N, 1° 48′ 58″ E / 41.759537°N,1.816053°E 277 msnm                                                             |                                            | Torres de Bages                             | Modifica les dades a Wikidata |
|        | Vilaclara            | Sant Joan de Vilatorrada | masia        |                                                               | 41° 47′ 13″ N, 1° 48′ 33″ E / 41.7869300925883°N,1.80919206506475°E                                                       |                                            |                                             | Modifica les dades a Wikidata |
|        | can Besora           | Sant Joan de Vilatorrada | masia        | Estil: arquitectura popular 16th century                      | 41° 45′ 52″ N, 1° 47′ 40″ E / 41.764492°N,1.794504°E ca:Camí dels Plans, Sant Martí de Torrella 257 msnm                  | bé integrant del patrimoni cultural català | Can Besora (Sant Joan de Vilatorrada)       | Modifica les dades a Wikidata |
|        | el Molinet           | Sant Joan de Vilatorrada | masia        |                                                               | 41° 46′ 16″ N, 1° 47′ 10″ E / 41.7711426205455°N,1.78609507848416°E ca:Sant Martí de Torruella                            |                                            |                                             | Modifica les dades a Wikidata |
|        | el Paperer           | Sant Joan de Vilatorrada | masia        |                                                               | 41° 46′ 34″ N, 1° 47′ 08″ E / 41.77607°N,1.78547°E ca:Sant Martí de Torruella                                             |                                            |                                             | Modifica les dades a Wikidata |
|        | el Soler             | Sant Joan de Vilatorrada | masia        | Estil: arquitectura popular 18th century                      | 41° 46′ 42″ N, 1° 48′ 20″ E / 41.778321°N,1.805431°E ca:Carretera de Callús, km 9,1 295 msnm                              | bé integrant del patrimoni cultural català | El Soler (Sant Joan de Vilatorrada)         | Modifica les dades a Wikidata |
|        | els Casals           | Sant Joan de Vilatorrada | masia        |                                                               | 41° 45′ 49″ N, 1° 49′ 20″ E / 41.763591255773°N,1.8223354268889°E                                                         |                                            |                                             | Modifica les dades a Wikidata |
|        | la Barraca Nova      | Sant Joan de Vilatorrada | masia        |                                                               | 41° 46′ 53″ N, 1° 46′ 44″ E / 41.7814519261961°N,1.7789694388667°E                                                        |                                            |                                             | Modifica les dades a Wikidata |
|        | la Barraca Vella     | Sant Joan de Vilatorrada | masia        |                                                               | 41° 46′ 50″ N, 1° 46′ 27″ E / 41.7804191326455°N,1.77417578186427°E ca:Sant Martí de Torruella                            |                                            |                                             | Modifica les dades a Wikidata |
|        | la Carrera           | Sant Joan de Vilatorrada | masia        |                                                               | 41° 46′ 18″ N, 1° 47′ 42″ E / 41.7717954079698°N,1.79505828717247°E                                                       |                                            |                                             | Modifica les dades a Wikidata |
|        | la Casanova          | Sant Joan de Vilatorrada | masia        |                                                               | 41° 46′ 16″ N, 1° 47′ 23″ E / 41.7711718193159°N,1.78971598152239°E                                                       |                                            |                                             | Modifica les dades a Wikidata |
|        | les Cots             | Sant Joan de Vilatorrada | masia        |                                                               | 41° 46′ 53″ N, 1° 48′ 15″ E / 41.7812570700904°N,1.80411068950808°E                                                       |                                            |                                             | Modifica les dades a Wikidata |
|        | les Feixes           | Sant Joan de Vilatorrada | masia        | 19th century                                                  | 41° 46′ 36″ N, 1° 47′ 09″ E / 41.776651644839°N,1.78579866683291°E ca:Sant Martí de Torruella                             |                                            |                                             | Modifica les dades a Wikidata |
|        | mas Llobet           | Sant Joan de Vilatorrada | masia        | 17th century                                                  | 41° 44′ 28″ N, 1° 48′ 02″ E / 41.740982°N,1.800627°E ca:Carrer d'Aurora Bertrana, Sant Joan de Vilatorrada 237 msnm       | bé cultural d'interès local                | Mas Llobet (Sant Joan de Vilatorrada)       | Modifica les dades a Wikidata |
|        | masia de Vilatorrada | Sant Joan de Vilatorrada | masia        | 17th century                                                  | 41° 44′ 54″ N, 1° 48′ 07″ E / 41.748202°N,1.802011°E ca:Bosc de Vilatorrada, al nord-oest del nucli de Sant Joan 255 msnm | bé cultural d'interès local                | Masia de Vilatorrada                        | Modifica les dades a Wikidata |

## polígon industrial
| imatge | Nom                                        | Ubicat a                 | instància de       | Detalls | coordenades                                                         | Protecció | Commons (més fotos) | Dades a WD                    |
| ------ | ------------------------------------------ | ------------------------ | ------------------ | ------- | ------------------------------------------------------------------- | --------- | ------------------- | ----------------------------- |
|        | Polígon industrial del Pla dels Vinyats I  | Sant Joan de Vilatorrada | polígon industrial |         | 41° 45′ 18″ N, 1° 47′ 52″ E / 41.7548988642053°N,1.79765979744303°E |           |                     | Modifica les dades a Wikidata |
|        | Polígon industrial del Pla dels Vinyats II | Sant Joan de Vilatorrada | polígon industrial |         | 41° 45′ 16″ N, 1° 48′ 08″ E / 41.7545776433084°N,1.80226060853269°E |           |                     | Modifica les dades a Wikidata |

## pont
| imatge | Nom            | Ubicat a                        | instància de | Detalls            | coordenades                                                         | Protecció | Commons (més fotos) | Dades a WD                    |
| ------ | -------------- | ------------------------------- | ------------ | ------------------ | ------------------------------------------------------------------- | --------- | ------------------- | ----------------------------- |
|        | Pont Nou       | Sant Joan de Vilatorrada        | pont         | Travessa: Cardener | 41° 44′ 58″ N, 1° 48′ 24″ E / 41.7494168769655°N,1.80660220998374°E |           |                     | Modifica les dades a Wikidata |
|        | Pont de Callús | Sant Joan de Vilatorrada Callús | pont         |                    | 41° 46′ 45″ N, 1° 47′ 16″ E / 41.7790679378684°N,1.7877385081479°E  |           |                     | Modifica les dades a Wikidata |

## Misc
| imatge | Nom                                           | Ubicat a                         | instància de                           | Detalls                                                                           | coordenades                                                                                       | Protecció                                            | Commons (més fotos)                           | Dades a WD                    |
| ------ | --------------------------------------------- | -------------------------------- | -------------------------------------- | --------------------------------------------------------------------------------- | ------------------------------------------------------------------------------------------------- | ---------------------------------------------------- | --------------------------------------------- | ----------------------------- |
|        | Aiguamoll de les Torres                       | Sant Joan de Vilatorrada         | aiguamoll                              |                                                                                   | 41° 45′ 25″ N, 1° 48′ 55″ E / 41.75699°N,1.81535°E ca:Sant Martí de Torruella                     |                                                      |                                               | Modifica les dades a Wikidata |
|        | Centre Penitenciari Lledoners                 | Sant Joan de Vilatorrada         | presó                                  | Arquitecte: Fabré & Torras Arquitectes Associats, SCP 2008 Superfície: 32183.65m² | 41° 45′ 39″ N, 1° 48′ 30″ E / 41.760763°N,1.808292°E                                              |                                                      | Centre Penitenciari Lledoners                 | Modifica les dades a Wikidata |
|        | Collbaix                                      | Sant Joan de Vilatorrada Manresa | muntanya                               |                                                                                   | 41° 44′ 27″ N, 1° 46′ 51″ E / 41.740870427°N,1.78096524985°E ca:Sant Joan de Vilatorrada 543 msnm |                                                      | Collbaix (Manresa)                            | Modifica les dades a Wikidata |
|        | Costa dels Rebentats                          | Sant Joan de Vilatorrada         | indret                                 |                                                                                   | 41° 44′ 43″ N, 1° 48′ 00″ E / 41.74515°N,1.80003°E ca:Sant Joan de Vilatorrada                    |                                                      |                                               | Modifica les dades a Wikidata |
|        | Plana de les Torres                           | Sant Joan de Vilatorrada         |                                        |                                                                                   | 41° 45′ 52″ N, 1° 49′ 03″ E / 41.76455°N,1.81743°E ca:Sant Martí de Torruella                     |                                                      |                                               | Modifica les dades a Wikidata |
|        | Portal de l'antiga església de Sant Joan      | Sant Joan de Vilatorrada         | portal                                 | Estil: historicisme arquitectònic 1908                                            | 41° 44′ 36″ N, 1° 48′ 17″ E / 41.74323°N,1.80461°E ca:Sant Joan de Vilatorrada                    |                                                      |                                               | Modifica les dades a Wikidata |
|        | Resclosa de les fàbriques de Sant Joan        | Sant Joan de Vilatorrada         | resclosa                               |                                                                                   | 41° 44′ 44″ N, 1° 48′ 28″ E / 41.74555°N,1.80779°E ca:Sant Joan de Vilatorrada                    |                                                      |                                               | Modifica les dades a Wikidata |
|        | Torre del Telègraf                            | Sant Joan de Vilatorrada         | torre de telegrafia òptica             | 19th century                                                                      | 41° 46′ 35″ N, 1° 47′ 26″ E / 41.77629°N,1.790467°E ca:Sant Martí de Torruella                    | bé d'interès cultural bé cultural d'interès nacional | Torre del telègraf (Sant Joan de Vilatorrada) | Modifica les dades a Wikidata |
|        | alzines del carrer Alzines de Sant Joan       | Sant Joan de Vilatorrada         | arbre singular                         |                                                                                   | 41° 44′ 35″ N, 1° 48′ 13″ E / 41.74302°N,1.80362°E ca:Sant Joan de Vilatorrada                    |                                                      |                                               | Modifica les dades a Wikidata |
|        | casa consistorial de Sant Joan de Vilatorrada | Sant Joan de Vilatorrada         | casa consistorial                      |                                                                                   | 41° 44′ 44″ N, 1° 48′ 19″ E / 41.7456739°N,1.8053348°E                                            |                                                      |                                               | Modifica les dades a Wikidata |
|        | font de can Pla                               | Sant Joan de Vilatorrada         | font                                   |                                                                                   | 41° 45′ 54″ N, 1° 46′ 58″ E / 41.76504°N,1.78281°E ca:Sant Martí de Torruella                     |                                                      |                                               | Modifica les dades a Wikidata |
|        | forn de maons de can Pla Vell                 | Sant Joan de Vilatorrada         | forn de ceràmica element arquitectònic | 19th century                                                                      | 41° 45′ 55″ N, 1° 46′ 53″ E / 41.76539°N,1.78148°E ca:Sant Martí de Torruella                     |                                                      |                                               | Modifica les dades a Wikidata |
|        | pou de glaç                                   | Sant Joan de Vilatorrada         | pou de neu element arquitectònic       | 19th century                                                                      | 41° 45′ 04″ N, 1° 47′ 24″ E / 41.75122°N,1.78996°E ca:Sant Joan de Vilatorrada                    |                                                      |                                               | Modifica les dades a Wikidata |
|        | viaducte de Joncadella                        | Sant Joan de Vilatorrada         | viaducte                               | Hi passa: línia Manresa-Súria Llarg: 169 172.84m Llum: 11.2m Alt: 25 30.5m        | 41° 46′ 04″ N, 1° 47′ 47″ E / 41.767815°N,1.796408°E ca:Sobre la riera de Joncadella 259 msnm     | bé cultural d'interès local                          | Viaducte de Joncadella                        | Modifica les dades a Wikidata |